# Cyligramma concors
Cyligramma concors là một loài bướm đêm trong họ Noctuidae.